# Vlag van de Organisatie van Turkse Staten
De vlag van de Organisatie van Turkse Staten werd op 23 augustus 2012 aangenomen op de tweede bijeenkomst van de Organisatie van Turkse Staten in Bisjkek, Kirgizië. Op 12 oktober 2012 werd de vlag voor het eerst gehesen in Istanboel door de eerste president van Kazachstan Noersoeltan Nazarbajev en de 11e president van Turkije Abdullah Gül.
De vlag combineert de symbolen van de oorspronkelijke vier leden: de lichtblauwe kleur van de vlag van Kazachstan, de zon van de vlag van Kirgizië, de ster van de vlag van Azerbeidzjan en de halve maan van de vlag van Turkije.
Op 6 november 2024 werd tijdens de top van Bisjkek een nieuwe vlag voorgesteld. Er zijn twee voorgestelde wijzigingen aan de huidige vlag. De voorgestelde vlag bevat een achtpuntige Seltsjoekse ster, die wordt gebruikt in verschillende emblemen zoals de presidentiële standaarden van Turkmenistan en Oezbekistan en het Ottomaanse staatsembleem. De tweede verandering zijn de rechte zonnestralen die de veranderingen in de Kirgizische vlag in 2023 weerspiegelen.